# Jules Barbey d’Aurevilly
Jules Amédée Barbey d’Aurevilly fr: ʒyl amede baʀbɛ doʀevi'li, (ur. 2 listopada 1808 w Saint-Sauveur-le-Vicomte, zm. 23 kwietnia 1889 w Paryżu) – francuski pisarz, poeta, publicysta i wpływowy krytyk literacki.

## Życiorys
Był postacią niezwykłą i ekscentryczną, pisał powieści i nowele o kontrowersyjnej mrocznej tematyce, zwykle nawiązującej do fantastyki, literatury grozy i satanizmu. Jego książki prowokowały, podważały normy obyczajowe i religijne, lecz prezentowały dopracowaną i sugestywną formę. Były wydawane i tłumaczone w Polsce od lat 20. XX w. do czasów współczesnych.
Uchodził za teoretyka dandyzmu i prekursora dekadentyzmu. Wydał liczne prace, eseje i artykuły krytycznoliterackie, miał znaczny wpływ na życie kulturalne Francji w drugiej połowie XIX w., pod jego wpływem byli pisarze Auguste Villiers de L’Isle-Adam, Henry James i Marcel Proust. Wiele jego utworów zostało zekranizowanych.

## Dzieła

### Powieści i zbiory nowel
- 1831 Le Cachet d’Onyx (data napisania)
- 1832 Léa
- 1841 L’Amour impossible
- 1842 La Bague d’Annibal
- 1850 Le Dessous de cartes d’une partie de whist
- 1851 Une Vieille Maîtresse
- 1852 L’Ensorcelée
- 1863 Le Chevalier Des Touches
- 1864 Un Prêtre marié
- 1867 Le Plus Bel Amour de Don Juan
- 1874 Les Diaboliques
- 1882 Une Histoire sans nom
- 1882 Une Page d’histoire
- 1883 Ce qui ne meurt pas

### Poezje

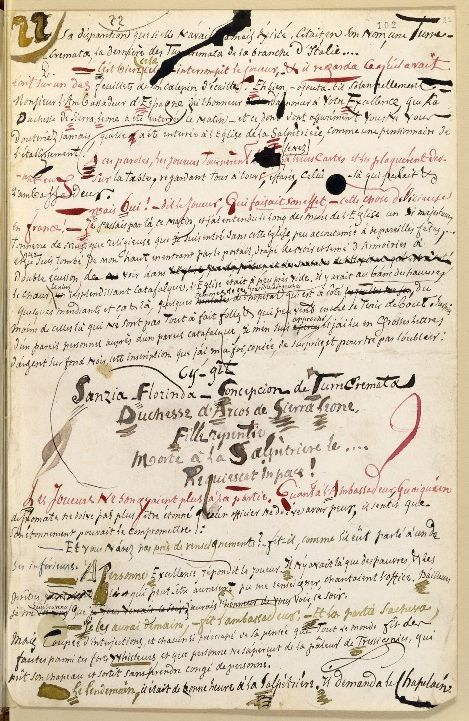
Rękopis Les Diaboliques (pl. Plemię diabła lub Diable sprawy)

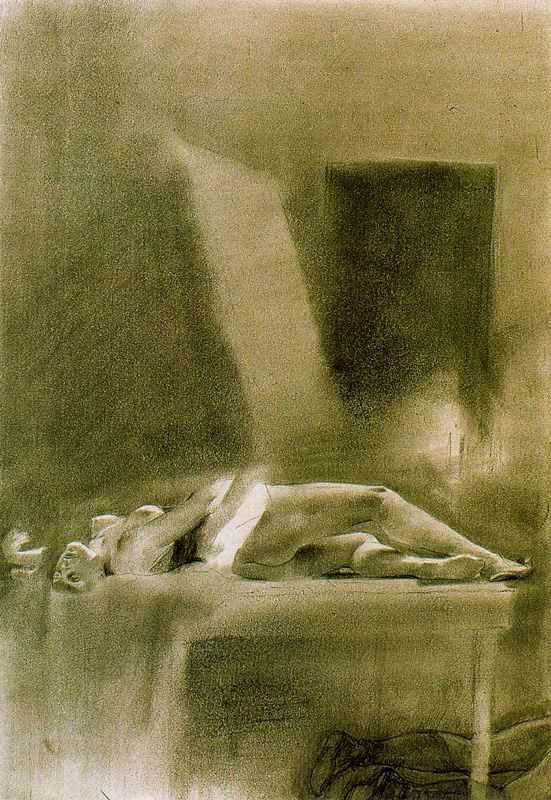
Félicien Rops, ilustracja do Les Diaboliques

- 1825 Ode aux Héros des Thermopyles
- 1854 Poussières
- 1889 Amaïdée
- 1897 Rhythmes oubliés

### Eseje i krytyka
- 1845 Du Dandysme et de Georges Brummel
- 1851 Les Prophètes du passé
- 1860 Les Œuvres et les hommes (publikowane do 1909 roku)
- 1864 Les quarante médaillons de l'Académie
- 1883 Les ridicules du temps
- 1889 Pensées détachées, Fragments sur les femmes
- 1889 Polémiques d'hier
- 1891 Dernières Polémiques
- 1913 Goethe et Diderot

### Korespondencja, notatki
- Correspondance générale (1824-1888) (9 tomów wydanych w latach 1980–1989)
- Memoranda, Journal intime 1836-1864

### Przekłady na język polski
- 1901 Kawaler des Touches, przeł. Lucjan Rydel
- 1912 Zemsta kobiety i inne utwory z cyklu „Les Diaboliques”, przeł. Leon Choromański
- 1922 Pieczątka z onyksu, przeł. Kazimierz Bukowski
- 1922 Plemję djabła, przeł. Stanisław Lack i Zdzisław Żygulski
- 1928-1929 Dawna kochanka, przeł. Zofia Maliniak
- 1978 Diable sprawy, przeł. Joanna Guze
- 1997 Oczarowana, przeł. Marek Dębowski